# محمية جرف ريدة
محمية جرف ريدة هي محمية طبيعة في المملكة العربية السعودية تحت اشراف المركز الوطني لتنمية الحياة الفطرية، تقع المحمية جنوبي غرب المملكة ضمن جبال الحجاز، تبعد حوالي 20 كيلو متر شمال غرب مدينة أبها، وتبلغ مساحتها 9 كيلومترات مربعة تقريبا، يعتبر جرف ريدة جزء من الدرع العربي الّذي يتكون بدرجة رئيسية من صخـور نارية متحركة، والمنطقة عبارة عن منحدرات شديدة تغطيها نباتات كثيفة تسودها أشجار العرعر، وهناك العديد من الروافد المائية التي تنحدر من أعلى الجرف وتصب في شعيب ريدة.
وتمتاز المحمية بكثافة غطائها النباتي وتنوّعه حيث توجد في أعلى الجرف غابات العرعر يليها إلى الأسفل أشجار العتم أو الزيتون البري والطلح وعدة أنواع من الصبار، أما الشعاب فتحتوى على نسبة عالية من التنوع والكثافة في الغطاء النباتي.
ومن أهم الحيوانات التي توجد في هذه المنطقة قرد السعدان والذئب العربي والثعالب والضبع المخطط والنمس أبيض الذنب والوشق والوبر، وتعتبر هذه المحمية موطنا لتسعة أنواع من الطيور المتوطنة في الجزيرة العربية أهمها الدراج العربي أحمر الساق ونقار الخشب العربي والعقعق العسيري بالإضافة إلى عدة أنواع ذات أصول شرق أفريقية مثل أبو معول الرمادي والسبد الأفريقي وأبو مطرقة والشقراق الأثيوبي وآكل النحل الأخضر الصغير.

## حادثة سقوط مروحية
في 16 صفر 1439 هـ الموافق 5 نوفمبر 2017 تحطم طائرة مروحية كانت تقل عددًا من مسؤولي منطقة عسير داخل المحمية، ومن ضمن الضحايا: منصور بن مقرن بن عبد العزيز آل سعود نائب أمير منطقة عسير، بالإضافة لسبعة آخرين من كبار مسؤولي منطقة عسير.